# Accelerated Evolution
Accelerated Evolution – album studyjny kanadyjskiego zespołu muzycznego The Devin Townsend Band. Wydawnictwo ukazało się 31 marca 2003 roku nakładem wytwórni muzycznych HevyDevy Records i InsideOut Music.
Nagrania były promowane teledyskiem do utworu "Storm", który wyreżyserował Marcus Rogers.

## Lista utworów
Opracowano na podstawie materiału źródłowego.
| Nr | Tytuł utworu       | Słowa          | Muzyka         | Długość |
| -- | ------------------ | -------------- | -------------- | ------- |
| 1. | „Depth Charge”     | Devin Townsend | Devin Townsend | 06:04   |
| 2. | „Storm”            | Devin Townsend | Devin Townsend | 04:39   |
| 3. | „Random Analysis”  | Devin Townsend | Devin Townsend | 05:59   |
| 4. | „Deadhead”         | Devin Townsend | Devin Townsend | 08:05   |
| 5. | „Suicide”          | Devin Townsend | Devin Townsend | 06:45   |
| 6. | „Traveller”        | Devin Townsend | Devin Townsend | 04:13   |
| 7. | „Away”             | Devin Townsend | Devin Townsend | 07:49   |
| 8. | „Sunday Afternoon” | Devin Townsend | Devin Townsend | 06:20   |
| 9. | „Slow Me Down”     | Devin Townsend | Devin Townsend | 04:36   |
|    |                    |                |                | 54:30   |

| Project EKO - Bonus CD 2 | Project EKO - Bonus CD 2 | Project EKO - Bonus CD 2 |
| Nr                       | Tytuł utworu             | Długość                  |
| ------------------------ | ------------------------ | ------------------------ |
| 1.                       | „Locate”                 | 6:58                     |
| 2.                       | „Echo”                   | 5:28                     |
| 3.                       | „Assignable”             | 5:22                     |
|                          |                          | 17:48                    |

## Listy sprzedaży
| Lista  | Kraj    | Pozycja |
| ------ | ------- | ------- |
| SNEP   | Francja | 135     |
| Oricon | Japonia | 249     |